# Флаг Зубцова
Флаг муниципального образования городского поселения город Зубцо́в Зубцовского района Тверской области Российской Федерации — опознавательно-правовой знак, служащий официальным символом муниципального образования.
Флаг утверждён 2 февраля 2009 года и внесён в Государственный геральдический регистр Российской Федерации с присвоением регистрационного номера 2347.

## Описание
«Прямоугольное полотнище с соотношением ширины к длине 2:3, состоящее из двух полос, повторяющих рисунок муниципального герба».
Геральдическое описание герба гласит: «В червлёном щите восемь же золотых остроконечных зубцов видимых».

## Символика
Флаг составлен на основании герба города Зубцова по правилам и соответствующим традициям геральдики и отражает исторические, культурные, социально-экономические, национальные и иные местные традиции.
Герб муниципального образования город Зубцов повторяет исторический герб Зубцова, Высочайше утверждённый 10 (21) октября 1780 года вместе с другими гербами городов Тверского наместничества: «Город Зубцов имеет старый герб: в красном поле золотая стена с старинными зубцами».

## История
20 августа 2008 года, решением Совета депутатов муниципального образования город Зубцов Зубцовского района от 06.06.2008 № 143, рассмотрев представленные материалы на конкурс, образованный по разработке концепции флага муниципального образования город Зубцов Зубцовского района Тверской области и его описания, за основу концепции флага муниципального образования было принято следующее описание флага:
«Прямоугольное полотнище с соотношением ширины к длине 2:3, состоящее из трёх полос: белого, голубого и светло-зелёного цветов. В центре, вверху полосы белого цвета, занимающей 2/3 полотнища флага, — герб Зубцова объёмом 1/5 части полотнища, остальные части полотнища долями по горизонтали — голубой и светло-голубой цвета».
Флаг в целом символизирует расположение города с окружением водной территорией рек Волга, Вазуза, Вазузского водохранилища и лесов — зелёной зоны.
По верху голубой полосы флага — волнистая линия, символизирующая водную поверхность, светло-зелёная полоса символизирует зелёную зону Зубцова.
На основании решения Геральдической комиссии при Губернаторе Тверской области от 4 сентября 2008 года и внесения в геральдический реестр Тверской области с присвоением регистрационного номера 127, решением Совета депутатов муниципального образования город Зубцов от 2 февраля 2009 года № 34 был утверждён ныне действующий флаг города, который ранее был утверждён флагом муниципального образования «Зубцовский район» и внесён в Государственный геральдический регистр Российской Федерации с присвоением регистрационного номера 2347.
На основании решения Геральдического совета при Президенте Российской Федерации флаг муниципального образования городского поселения город Зубцов внесён в Государственный геральдический регистр Российской Федерации с сохранением регистрационного номера 2347.